# ناصر شريان
ناصر شريان (مواليد 11 نوفمبر 1994) هو لاعب كرة قدم قطري يلعب في خط الوسط .
لعب سابقاً مع أندية الأهلي والريان و الشحانية وانتقل إلى الخريطيات في عام 2016 و أعاره الخريطيات إلى الشحانية في عام 2017 و عاد إلى النادي الأهلي عام 2017 .

## روابط خارجية
- ناصر شريان على موقع Soccerway.com (الإنجليزية)